# سكيب شتورش
سكيب شتورش (بالإنجليزية: Skip Storch)‏ هو سباح أمريكي، ولد في 1957.